# Paracolax
Paracolax är ett släkte av fjärilar som beskrevs av Jacob Hübner 1825. Paracolax ingår i  underfamiljen sprötflyn till familjen näbbflyn.
Släktet innehåller flera arter, men bara arten ockragult sprötfly (P. tristalis) har påträffats i Sverige.

## Bildgalleri

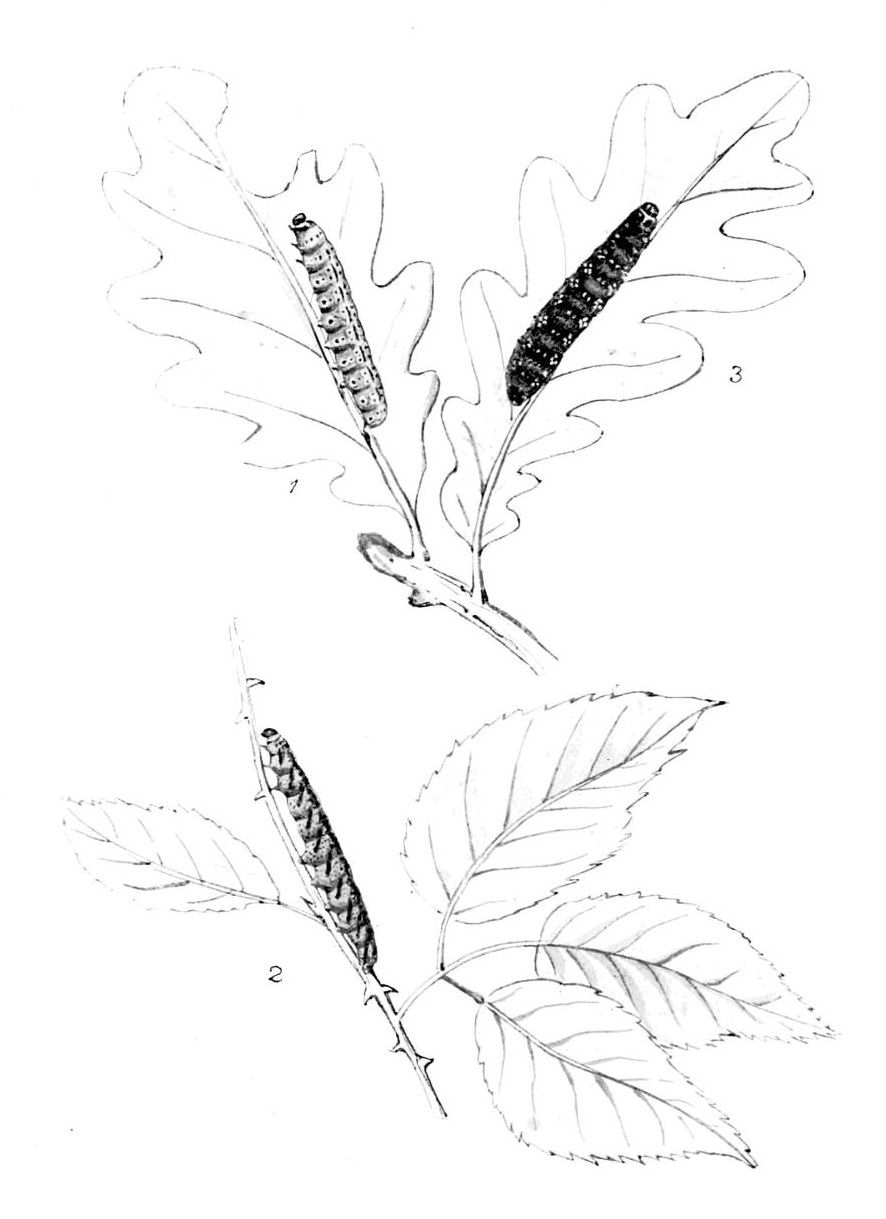
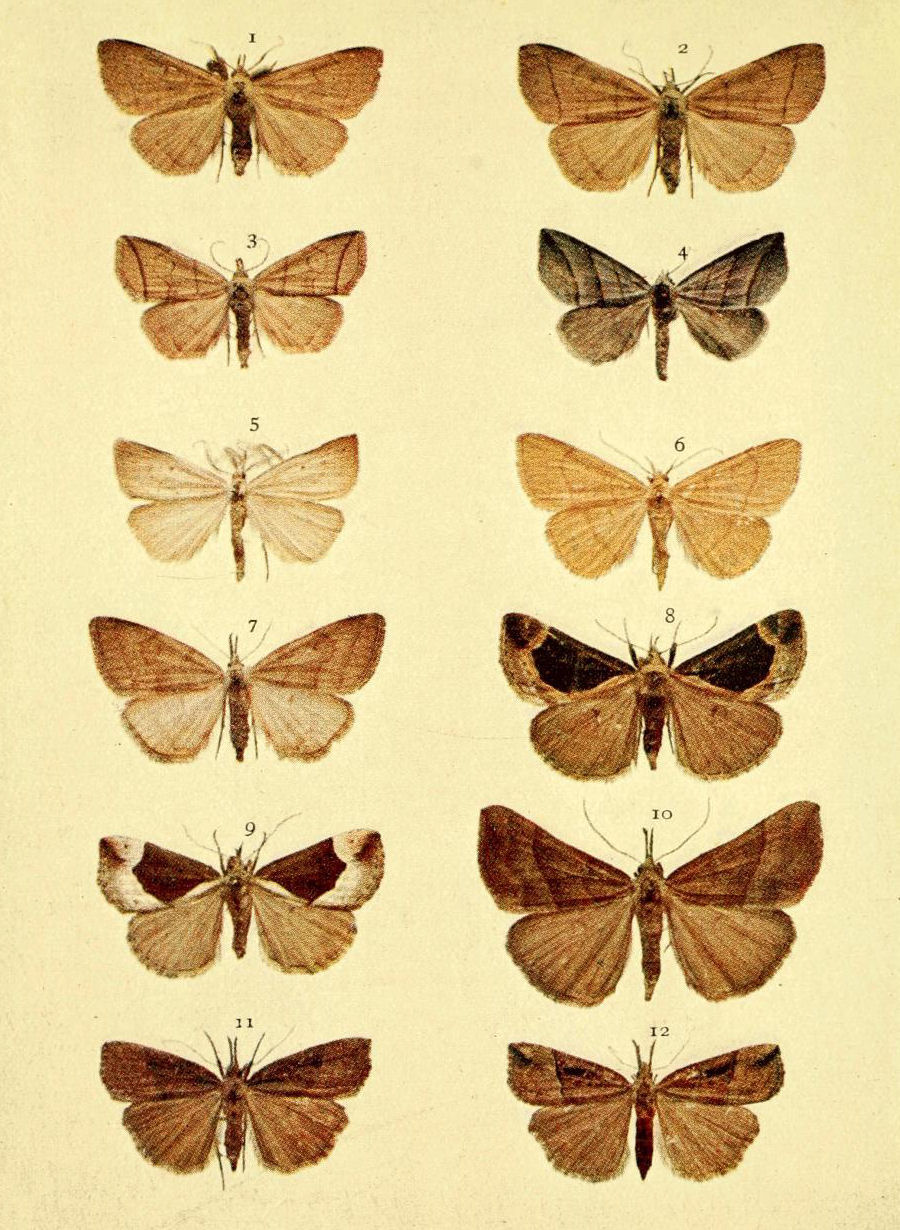
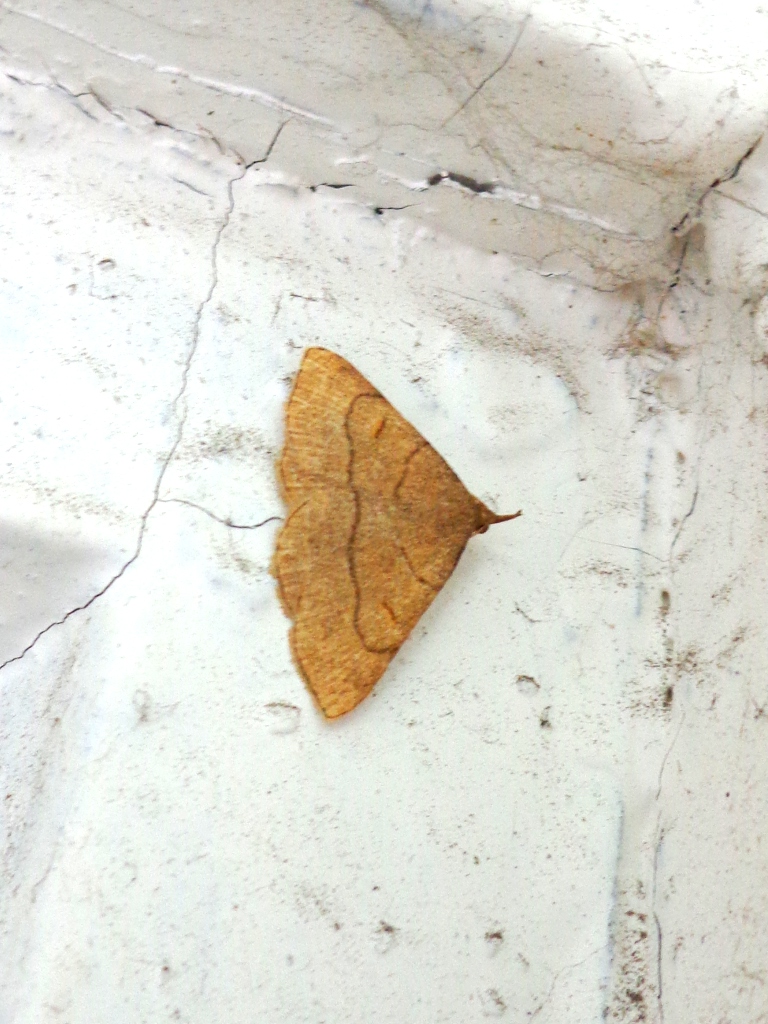
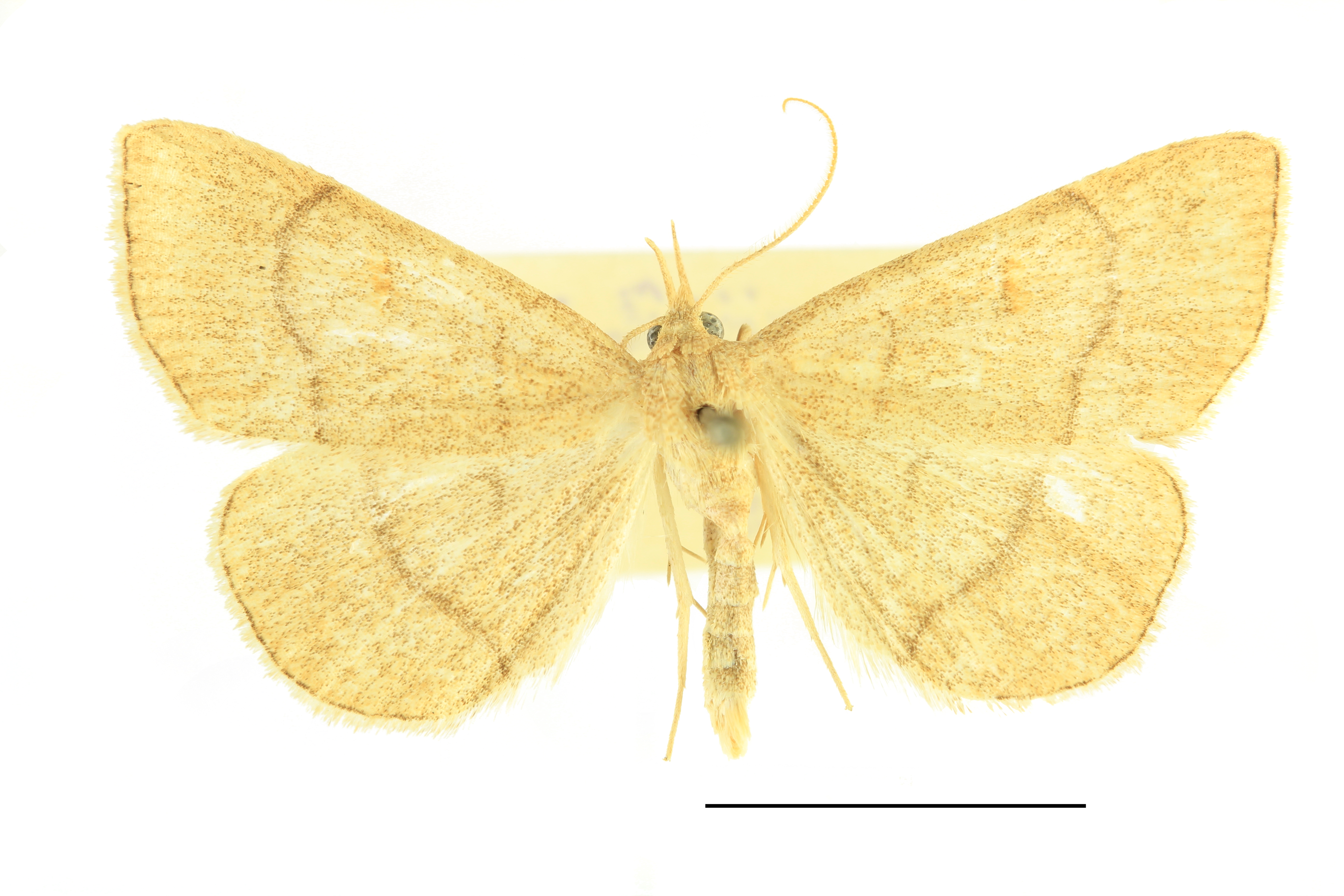
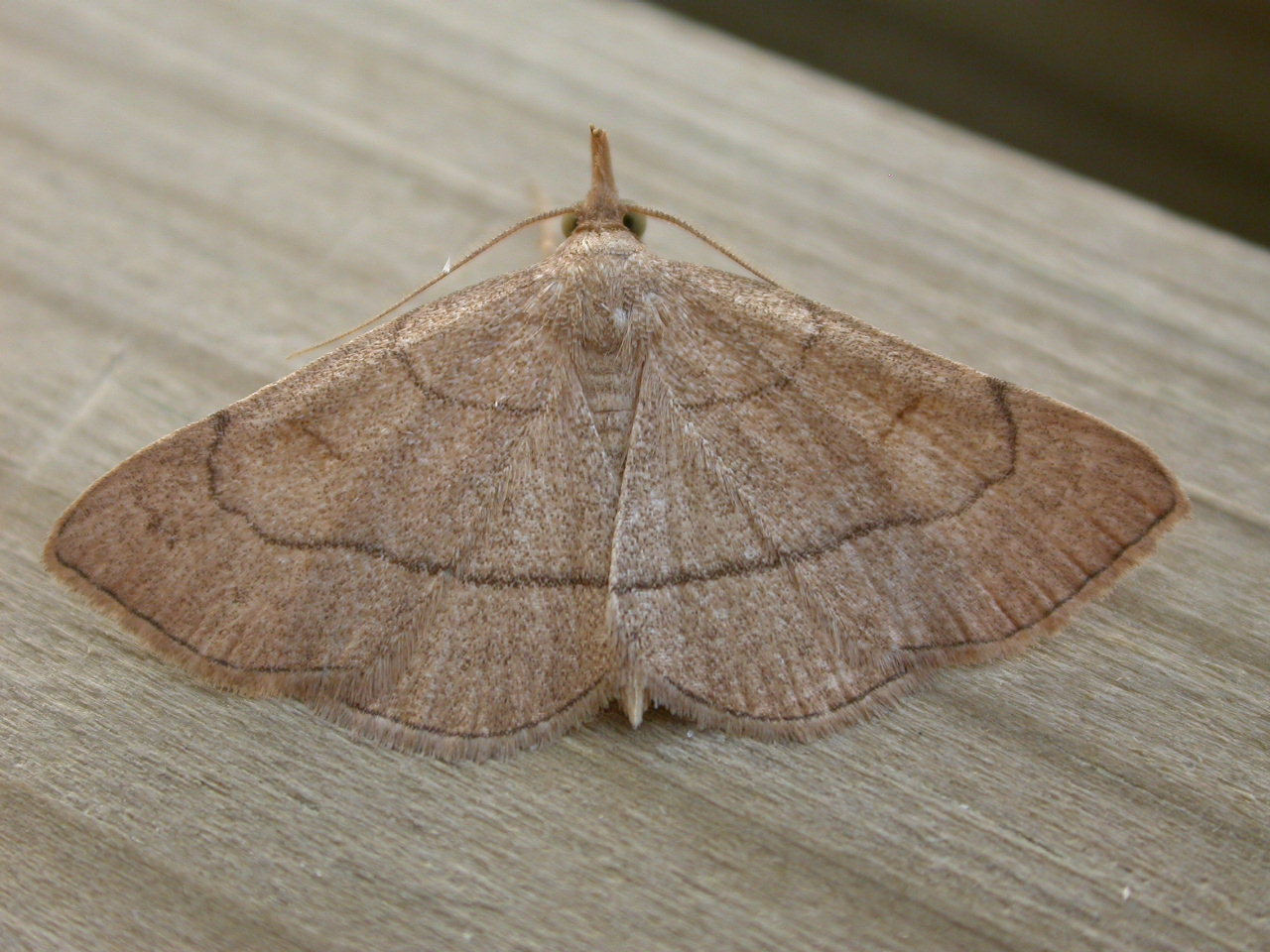
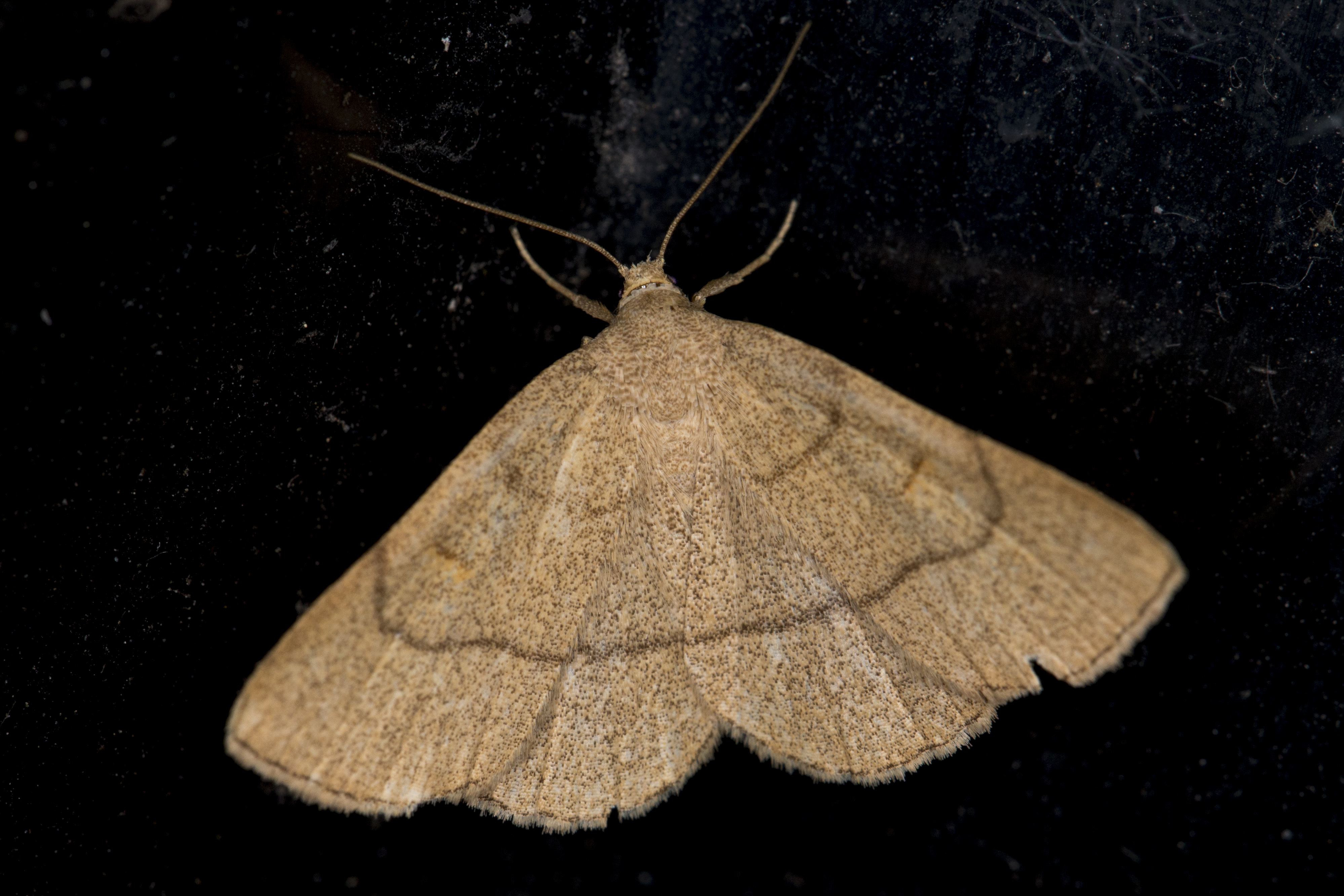